# Quaker City (Ohio)
Quaker City es una villa ubicada en el condado de Guernsey en el estado estadounidense de Ohio. En el Censo de 2010 tenía una población de 502 habitantes y una densidad poblacional de 368,49 personas por km².

## Geografía
Quaker City se encuentra ubicada en las coordenadas 39°58′11″N 81°17′51″O / 39.96972, -81.29750. Según la Oficina del Censo de los Estados Unidos, Quaker City tiene una superficie total de 1.36 km², de la cual 1.36 km² corresponden a tierra firme y (0 %) 0 km² es agua.

## Demografía
Según el censo de 2010, había 502 personas residiendo en Quaker City. La densidad de población era de 368,49 hab./km². De los 502 habitantes, Quaker City estaba compuesto por el 99% blancos, el 0% eran afroamericanos, el 0 % eran amerindios, el 0.4% eran asiáticos, el 0 % eran isleños del Pacífico, el 0.4 % eran de otras razas y el 0.2 % pertenecían a dos o más razas. Del total de la población el 0.8 % eran hispanos o latinos de cualquier raza.